# Międzynarodowy Koszykarski Turniej Akropolu
Międzynarodowy Koszykarski Turniej Akropolu (gr. Τουρνουά Ακρόπολις) – profesjonalny międzynarodowy turniej koszykarski stworzony w 1986 roku, rozgrywany corocznie w Grecji. W imprezie biorą udział reprezentacje narodowe rozmaitych krajów, reprezentacje akademickie oraz zespoły gwiazd. 
Turniej jest organizowany przez Hellenic Basketball Federation i sponsorowany przez Eurobank. Nosi nazwę Akropolu ateńskiego.
Jest rozgrywany corocznie latem, z drobnymi wyjątkami od roku jego powstania. Nie rozegrano go w 2012 i 2014 roku, natomiast w 1991 roku odbyła się jego specjalna edycja pod nazwą FIBA Centennial Jubilee.
Reprezentacja Polski wystąpiła do tej pory (2016) dwukrotnie w turnieju (1998, 2003), zdobywając za każdym razem brązowy medal.

## Hale
| Przedział czasowy         | Hala                             |
| ------------------------- | -------------------------------- |
| 1986–1989                 | Peace and Friendship Stadium SEF |
| 1990                      | Glyfada Indoor Hall              |
| 1991 (Jubilee), 1992–1994 | Peace and Friendship Stadium SEF |
| 1995–1996                 | OAKA Olympic Indoor Hall         |
| 1997                      | Peace and Friendship Stadium SEF |
| 1998                      | OAKA Olympic Indoor Hall         |
| 1999                      | Peace and Friendship Stadium SEF |
| 2000–2002                 | OAKA Olympic Indoor Hall         |
| 2003–2004                 | Glyfada Indoor Hall              |
| 2005–2011, 2013, od 2015  | OAKA Olympic Indoor Hall         |

## Medaliści
| Rok  | Hala                                                                                       | Złoto                                                                                      | Srebro                                                                                     | Brąz                                                                                       | 4. miejsce                                                                                 | 5. miejsce |
| ---- | ------------------------------------------------------------------------------------------ | ------------------------------------------------------------------------------------------ | ------------------------------------------------------------------------------------------ | ------------------------------------------------------------------------------------------ | ------------------------------------------------------------------------------------------ | ---------- |
| 1986 | SEF                                                                                        | Jugosławia                                                                                 | Włochy                                                                                     | Grecja                                                                                     | Holandia                                                                                   | bd         |
| 1987 | SEF                                                                                        | Jugosławia                                                                                 | Grecja                                                                                     | Czechosłowacja                                                                             | Kanada                                                                                     | bd         |
| 1988 | SEF                                                                                        | Jugosławia                                                                                 | Grecja                                                                                     | Włochy                                                                                     | Duke University                                                                            | bd         |
| 1989 | SEF                                                                                        | Grecja                                                                                     | Włochy                                                                                     | ACC All-Stars                                                                              | Holandia                                                                                   | bd         |
| 1990 | Glyfada                                                                                    | Argentyna                                                                                  | Grecja                                                                                     | Czechosłowacja                                                                             | Chiny                                                                                      | bd         |
| 1992 | SEF                                                                                        | Grecja                                                                                     | Litwa                                                                                      | Włochy                                                                                     | Francja                                                                                    | bd         |
| 1993 | SEF                                                                                        | Grecja                                                                                     | Bułgaria                                                                                   | Rosja                                                                                      | NCAA DI All-Stars                                                                          | bd         |
| 1994 | SEF                                                                                        | Serbian All-Stars                                                                          | Rosja                                                                                      | Grecja                                                                                     | Włochy                                                                                     | Argentyna  |
| 1995 | OAKA                                                                                       | Jugosławia                                                                                 | Grecja                                                                                     | NCAA DI All-Stars                                                                          | Słowenia                                                                                   | bd         |
| 1996 | OAKA                                                                                       | Grecja                                                                                     | NIT All-Stars                                                                              | Włochy                                                                                     | Niemcy                                                                                     | bd         |
| 1997 | SEF                                                                                        | Włochy                                                                                     | Grecja                                                                                     | Francja                                                                                    | Niemcy                                                                                     | bd         |
| 1998 | OAKA                                                                                       | Grecja                                                                                     | NCAA DI All-Stars                                                                          | Polska                                                                                     | Japonia                                                                                    | bd         |
| 1999 | SEF                                                                                        | Grecja                                                                                     | Włochy                                                                                     | Australia                                                                                  | Rosja                                                                                      | bd         |
| 2000 | OAKA                                                                                       | Grecja                                                                                     | Rosja                                                                                      | Brazylia                                                                                   | Węgry                                                                                      | bd         |
| 2001 | OAKA                                                                                       | Włochy                                                                                     | Grecja                                                                                     | Jugosławia                                                                                 | Litwa                                                                                      | bd         |
| 2002 | OAKA                                                                                       | Grecja                                                                                     | Litwa                                                                                      | Włochy                                                                                     | Chorwacja                                                                                  | bd         |
| 2003 | Glyfada                                                                                    | Grecja                                                                                     | Słowenia                                                                                   | Polska                                                                                     | Izrael                                                                                     | bd         |
| 2004 | Glyfada                                                                                    | Litwa                                                                                      | Grecja                                                                                     | Włochy                                                                                     | Brazylia                                                                                   | bd         |
| 2005 | OAKA                                                                                       | Grecja                                                                                     | Serbia i Czarnogóra                                                                        | Włochy                                                                                     | Niemcy                                                                                     | bd         |
| 2006 | OAKA                                                                                       | Grecja                                                                                     | Francja                                                                                    | Chorwacja                                                                                  | Włochy                                                                                     | bd         |
| 2007 | OAKA                                                                                       | Grecja                                                                                     | Litwa                                                                                      | Słowenia                                                                                   | Włochy                                                                                     | bd         |
| 2008 | OAKA                                                                                       | Grecja                                                                                     | Brazylia                                                                                   | Chorwacja                                                                                  | Australia                                                                                  | bd         |
| 2009 | OAKA                                                                                       | Grecja                                                                                     | Serbia                                                                                     | Litwa                                                                                      | Rosja                                                                                      | bd         |
| 2010 | OAKA                                                                                       | Grecja                                                                                     | Słowenia                                                                                   | Serbia                                                                                     | Kanada                                                                                     | bd         |
| 2011 | OAKA                                                                                       | Włochy                                                                                     | Grecja                                                                                     | Bułgaria                                                                                   | Uniwersytet Brighama Younga                                                                | bd         |
| 2012 | nie rozegrano – odwołany z powodu braku kwalifikacji kadry Grecji do igrzysk olimpijskich. | nie rozegrano – odwołany z powodu braku kwalifikacji kadry Grecji do igrzysk olimpijskich. | nie rozegrano – odwołany z powodu braku kwalifikacji kadry Grecji do igrzysk olimpijskich. | nie rozegrano – odwołany z powodu braku kwalifikacji kadry Grecji do igrzysk olimpijskich. | nie rozegrano – odwołany z powodu braku kwalifikacji kadry Grecji do igrzysk olimpijskich. |            |
| 2013 | OAKA                                                                                       | Grecja                                                                                     | Litwa                                                                                      | Włochy                                                                                     | Bośnia i Hercegowina                                                                       | bd         |
| 2014 | nie rozegrano.                                                                             | nie rozegrano.                                                                             | nie rozegrano.                                                                             | nie rozegrano.                                                                             | nie rozegrano.                                                                             |            |
| 2015 | OAKA                                                                                       | Grecja                                                                                     | Turcja                                                                                     | Litwa                                                                                      | Holandia                                                                                   | bd         |

## MVP turnieju
| Rok  | Mistrz            | MVP                      |
| ---- | ----------------- | ------------------------ |
| 1986 | Jugosławia        | bd                       |
| 1987 | Jugosławia        | bd                       |
| 1988 | Jugosławia        | bd                       |
| 1989 | Grecja            | bd                       |
| 1990 | Argentyna         | bd                       |
| 1992 | Grecja            | bd                       |
| 1993 | Grecja            | bd                       |
| 1994 | Serbian All-Stars | bd                       |
| 1995 | Jugosławia        | bd                       |
| 1996 | Grecja            | Fanis Christodulu        |
| 1997 | Włochy            | Carlton Myers            |
| 1998 | Grecja            | Eftimios Renddzias       |
| 1999 | Grecja            | Jorgos Sigalas           |
| 2000 | Grecja            | Frangiskos Alwertis      |
| 2001 | Włochy            | Gregor Fučka             |
| 2002 | Grecja            | Andonis Fotsis           |
| 2003 | Grecja            | Nikos Chadziwretas       |
| 2004 | Litwa             | Nikos Chadziwretas (2)   |
| 2005 | Grecja            | Dimitris Diamandidis     |
| 2006 | Grecja            | Dimitris Diamandidis (2) |
| 2007 | Grecja            | Wasilis Spanulis         |
| 2008 | Grecja            | Andonis Fotsis (2)       |
| 2009 | Grecja            | Wasilis Spanulis (2)     |
| 2010 | Grecja            | Sofoklis Schortsanitis   |
| 2011 | Włochy            | Andonis Fotsis (3)       |
| 2012 | bd                | bd                       |
| 2013 | Grecja            | Nikos Zisis              |
| 2014 | bd                | bd                       |
| 2015 | Grecja            | bd                       |

## Bilans uczestników
| M   | Kraj                 | Złoto | Srebro | Brąz | 4. miejsce | 5. miejsce | Występy |
| --- | -------------------- | ----- | ------ | ---- | ---------- | ---------- | ------- |
| 1.  | Grecja               | 17    | 8      | 2    | 0          | 0          | 27      |
| 2.  | Włochy               | 3     | 3      | 7    | 4          | 0          | 17      |
| 3.  | Jugosławia           | 3     | 0      | 0    | 0          | 0          | 3       |
| 4.  | Serbia               | 2     | 2      | 2    | 0          | 0          | 6       |
| 5.  | Litwa                | 1     | 4      | 2    | 1          | 0          | 8       |
| 6.  | Argentyna            | 1     | 0      | 0    | 0          | 1          | 2       |
| 7.  | Stany Zjednoczone    | 0     | 2      | 2    | 3          | 0          | 7       |
| 8.  | Rosja                | 0     | 2      | 1    | 2          | 0          | 5       |
| 9.  | Słowenia             | 0     | 2      | 1    | 1          | 0          | 4       |
| 10. | Brazylia             | 0     | 1      | 1    | 1          | 0          | 3       |
|     | Francja              | 0     | 1      | 1    | 1          | 0          | 3       |
| 11. | Bułgaria             | 0     | 1      | 1    | 0          | 0          | 2       |
| 12. | Turcja               | 0     | 1      | 0    | 0          | 0          | 1       |
| 13. | Chorwacja            | 0     | 0      | 2    | 1          | 0          | 3       |
| 14. | Czechosłowacja       | 0     | 0      | 2    | 0          | 0          | 2       |
|     | Polska               | 0     | 0      | 2    | 0          | 0          | 2       |
| 15. | Australia            | 0     | 0      | 1    | 1          | 0          | 2       |
| 16. | Niemcy               | 0     | 0      | 0    | 3          | 0          | 3       |
|     | Holandia             | 0     | 0      | 0    | 3          | 0          | 3       |
| 17. | Kanada               | 0     | 0      | 0    | 2          | 0          | 2       |
| 18. | Chiny                | 0     | 0      | 0    | 1          | 0          | 1       |
|     | Izrael               | 0     | 0      | 0    | 1          | 0          | 1       |
|     | Japonia              | 0     | 0      | 0    | 1          | 0          | 1       |
|     | Węgry                | 0     | 0      | 0    | 1          | 0          | 1       |
|     | Bośnia i Hercegowina | 0     | 0      | 0    | 1          | 0          | 1       |

## Turniej FIBA Centennial Jubilee
W 1991 roku odbyła się specjalna edycja turnieju pod nazwą FIBA Centennial Jubilee, zorganizowana przez federacje FIBA Europa oraz Hellenic Basketball Federation w ramach obchodów 100-lecia istnienia koszykówki. Nie jest on zaliczony do pozostałych edycji turnieju, ponieważ nie został zorganizowany wyłącznie przez Grecką Federację Koszykówki. W imprezie wzięły udział reprezentacje Francji, Grecji, Włoch, Jugosławii, Hiszpanii oraz ZSRR.